# Yuyang (köpinghuvudort i Kina, Hubei Sheng, lat 30,17, long 112,90)
Yuyang är en köpinghuvudort i Kina. Den ligger i provinsen Hubei, i den centrala delen av landet, omkring 140 kilometer väster om provinshuvudstaden Wuhan. Antalet invånare är 49 116. Befolkningen består av 23 879 kvinnor och 25 237 män. Barn under 15 år utgör 13,0 %, vuxna 15-64 år 76 %, och äldre över 65 år 9,0 %.
Runt Yuyang är det ganska tätbefolkat, med 248 invånare per kvadratkilometer. Närmaste större samhälle är Xingou, 6,7 km sydost om Yuyang. Trakten runt Yuyang består till största delen av jordbruksmark.
Genomsnittlig årsnederbörd är 1 358 millimeter. Den regnigaste månaden är april, med i genomsnitt 208 mm nederbörd, och den torraste är december, med 21 mm nederbörd.